# 片貝清流橋
片貝清流橋（かたかいせいりゅうばし）は、富山県魚津市の片貝川に架かる富山県道67号宇奈月大沢野線の橋である。

## 概要
- 左岸：富山県魚津市横枕・六郎丸
- 右岸：富山県魚津市青柳
- 路線名：富山県道67号宇奈月大沢野線
- 橋長：180.5 m[1]
- 幅員：12 m[1]
- 竣工：2013年（平成25年）11月20日[2]